# Cestou dvou bratří (výtvarná soutěž)
Cestou dvou bratří je výtvarná soutěž pro děti tematicky zaměřená na sv. Cyrila a Metoděje, která se koná každoročně od roku 2006. Původně byla určena jen pro žáky prvního stupně základních škol, později navíc i pro děti z mateřských škol a ve zvláštní kategorii též ze základních uměleckých škol. Zaslané malby, kresby a grafiky hodnotí komise v čele s malířem Adolfem Bornem.